# Torquigener whitleyi
Torquigener whitleyi es una especie de peces de la familia Tetraodontidae en el orden de los Tetraodontiformes.

## Morfología
Los machos pueden llegar alcanzar los 9,8 cm de longitud total.

## Hábitat
Es un pez de mar de clima tropical y demersal.

## Distribución geográfica
Se encuentra al noroeste de Australia y Papúa Nueva Guinea.

## Observaciones
Es inofensivo para los humanos.